# Iván Moreno
Iván Moreno Navas (Cadice, 26 febbraio 1989) è un pilota motociclistico spagnolo, ritiratosi dall'attività agonistica.

## Carriera
Nel 2006 conclude 4º il campionato andaluso nella categoria series 600. Nel 2007 conclude secondo nello stesso campionato, ma nella categoria Supersport. Nello stesso anno conclude 25º nella categoria Supersport del campionato spagnolo velocità. Nella stessa categoria chiude nono nel 2008 e quinto nel 2009. Sempre nel 2009 vince il campionato europeo Junior, sempre nella categoria Supersport. Nel 2010 conclude sesto nella categoria Moto2 del CEV.
Sempre nel 2010 debutta nel motomondiale nella classe Moto2, correndo il Gran Premio casalingo in qualità di wildcard a bordo di una Moriwaki MD600 del team Andalucia Cajasol. Nel 2011 corre i Gran Premi d'Australia e Malesia in sostituzione dell'infortunato Julián Simón sulla Suter MMXI del team Mapfre Aspar.
Nel 2012 diventa pilota titolare in Moto3, ingaggiato dal team Andalucia JHK Laglisse che gli affida una FTR M312. In questa stagione è costretto a saltare il Gran Premio di Indianapolis per un infortunio al ginocchio destro, per poi essere definitivamente sostituito da Alberto Moncayo. Ottiene come miglior risultato un nono posto in Francia e totalizza 10 punti.

## Risultati nel motomondiale
| 2010 | Classe | Moto     |  |     |  |  |  |  |  |  |    |  |  |  |  |  |  |  |  |  | Punti | Pos. |
| ---- | ------ | -------- |  | --- |  |  |  |  |  |  | -- |  |  |  |  |  |  |  |  |  | ----- | ---- |
| 2010 | Moto2  | Moriwaki |  | Rit |  |  |  |  |  |  | NE |  |  |  |  |  |  |  |  |  | 0     |      |

| 2011 | Classe | Moto  |  |  |  |  |  |  |  |  |  |    |  |  |  |  |  |    |    |  | Punti | Pos. |
| ---- | ------ | ----- |  |  |  |  |  |  |  |  |  | -- |  |  |  |  |  | -- | -- |  | ----- | ---- |
| 2011 | Moto2  | Suter |  |  |  |  |  |  |  |  |  | NE |  |  |  |  |  | 25 | 19 |  | 0     |      |

| 2012 | Classe | Moto      |    |    |    |   |    |    |    |    |    |    |     |  |  |  |  |  |  |  | Punti | Pos. |
| ---- | ------ | --------- | -- | -- | -- | - | -- | -- | -- | -- | -- | -- | --- |  |  |  |  |  |  |  | ----- | ---- |
| 2012 | Moto3  | FTR Honda | 19 | 13 | 20 | 9 | 18 | 22 | 29 | 25 | 26 | NE | Inf |  |  |  |  |  |  |  | 10    | 25º  |

| Legenda | 1º posto        | 2º posto            | 3º posto            | A punti      | Senza punti        | Grassetto – Pole position Corsivo – Giro più veloce |
| Legenda | Gara non valida | Non qual./Non part. | Ritirato/Non class. | Squalificato | '-' Dato non disp. | Grassetto – Pole position Corsivo – Giro più veloce |